# Mariano Sánchez de Palacios
Mariano Sánchez de Palacios (Madrid, 1906-Madrid, 1990) va ser un escriptor, crític artístic i periodista espanyol.

## Biografia
Nascut a Madrid el 1906, va pertànyer a l'Instituto de Estudios Madrileños, entre altres societats. va ser pare de l'intel·lectual Alberto Sánchez Álvarez-Insúa. Va ser autor, entre d'altres, de Los dibujantes en España, una obra amb pròleg de José Francés y Sánchez Heredero publicada el 1935, durant la Segona República, un estudi del dibuix a Espanya durant els anys precedents, o Zurbarán: estudio biográfico y crítico, un estudi del pintor del Segle d'Or Francisco de Zurbarán publicat el 1964. Va morir a la seva ciutat natal el 22 de juliol de 1990.